# Choceň (nádraží)
Choceň je železniční stanice ve městě Choceň v okrese Ústí nad Orlicí v Pardubickém kraji, na adrese Pernerova 400, 565 01 Choceň.
Stanice je významným železničním uzlem. Leží na dvoukolejné elektrizované celostátní dráze Praha – Česká Třebová, která je součástí 1. a 3. tranzitního železničního koridoru a zařazena mezi důležité železniční tratě Transevropské dopravní sítě TEN-T a také je součástí 4. Panevropského železničního koridoru. Dále je do stanice zaústěna jednokolejná elektrizovaná celostátní dráha Velký Osek – Choceň a jednokolejná neelektrizovaná regionální dráha Choceň–Litomyšl.

## Historie
První staniční budova byla vystavěna jakožto trojkolejná stanice IV. třídy, součást železnice z Olomouce do Prahy. Slavnostní vlak tudy projel 20. srpna 1845 za osobního řízení inženýra Jana Pernera, projektanta trati. 

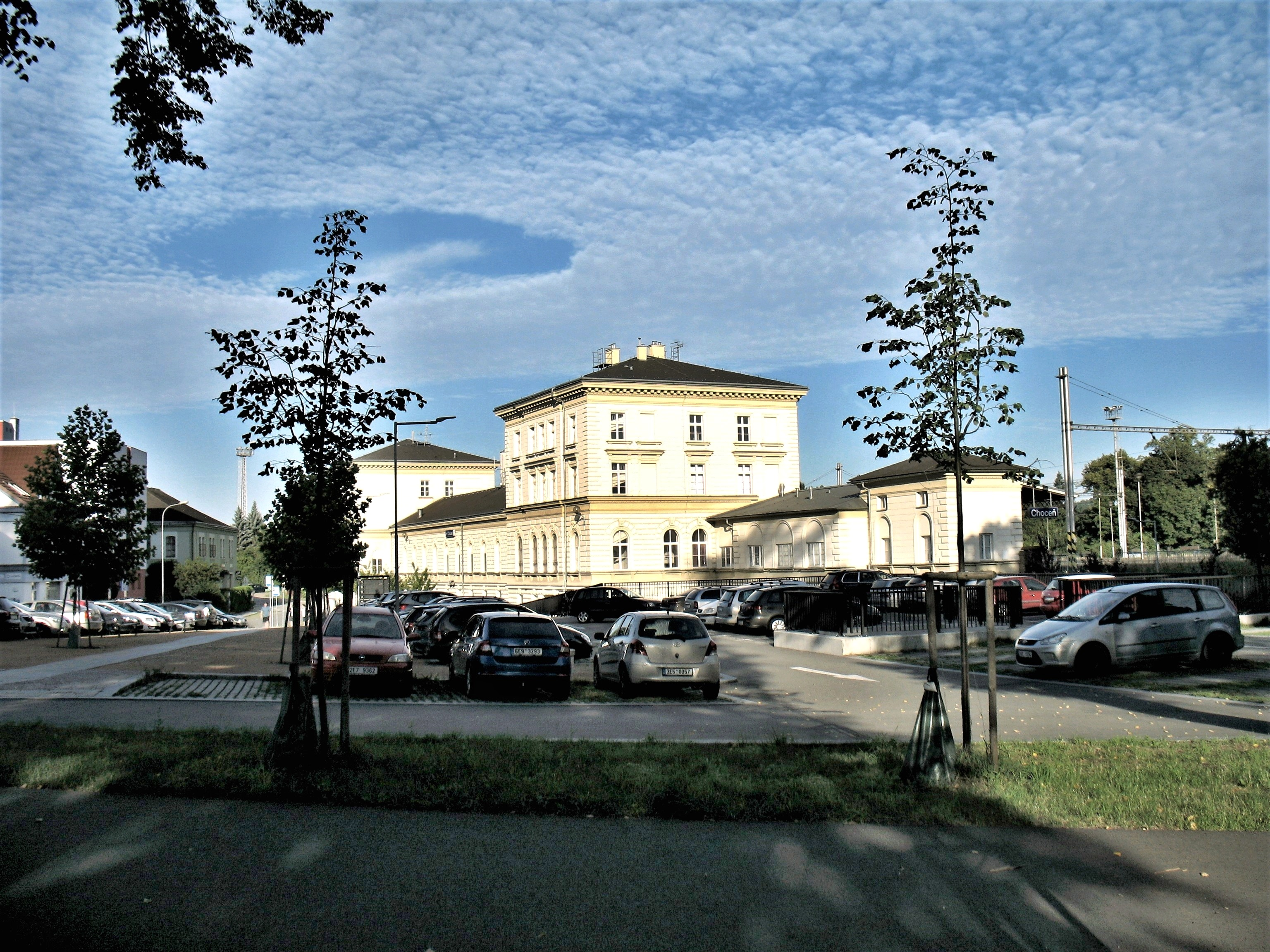
Pohled na nádraží od východu od autobusového stanoviště „Choceň, žel. st.“

Návrh původně empírové budovy je připisován, stejně jako u všech stanic na této trase, architektu Antonu Jünglingovi. 15. června 1875 dokončila k Chocni Rakouská společnost státní dráhy (StEG) trať směřující do Meziměstí, důležité stanice na hranici s Pruskem. Stavební práce na trati zajišťovala firma Hügel & Sager. Vyrostla zcela nová, větší novorenesanční budova podle návrhu architekta Karla Englera, bylo zvětšeno kolejiště, zbudovány lokomotivní depo a točna. Otevření nového provozu nádraží připomíná asi metrový pamětní kamenný obelisk vztyčený u nádražní budovy. Tatáž železniční společnost získala roku 1881 koncesi na stavbu tratě do Vysokého Mýta a Litomyšle, provoz byl zahájen následujícího roku, 1882. StEG obsluhovala stanici až do svého zestátnění a převedení pod Rakouské státní dráhy s platností k 1. lednu 1908.
Po vzniku samostatného Československa přešla stanice Choceň pod Československé státní dráhy. Vzhledem k geografické a hospodářské proměně státního celku nabyla trať z Prahy přes Českou Třebovou do Olomouce a dále do Slezska a na Slovensko zcela zásadní úlohy. Roku 1957 byla do stanice dovedena elektrická trakční soustava 3 kV stejnosměrného proudu, zejména pro potřeby nákladní dopravy v době socialistického Československa byly dále rozšiřovány stanice i kolejiště. Stanice leží nedaleko ústí bývalého Choceňského tunelu, který byl v 50. letech 20. století odkryt a přeměněn v zářez, aby mohlo být kolejiště rozšířeno o třetí kolej.

## Modernizace
V roce 2005 byla dokončena rekonstrukce stanice a úpravy parametrů nádraží na koridorovou stanici: vznikla tři zastřešená ostrovní nástupiště s podchody, včetně přímějšího pěšího podchodu ve směru centra města, bylo instalováno elektronické zabezpečovací zařízení a elektronický informační systémem pro cestující a budova byla opravena do původní podoby z roku 1875. Vlaky mohou stanicí projíždět rychlostí až 160 km/h.
V roce 2010 získalo choceňské nádraží ocenění nejkrásnější nádraží roku.

## Popis stanice
Stanice je vybavena staničním zabezpečovacím zařízením 3. kategorie - elektronické stavědlo ESA 11. Stanice je dálkově řízena z centrálního dispečerského pracoviště v Praze a je obsazena pohotovostním výpravčím.

## Přeprava
Ve stanici je umístěna mezinárodní i vnitrostátní pokladní přepážka ČD. K dispozici je i půjčovna kol ČD Bike, samoobslužné úschovní skřínky a bezbariérové WC.
Před staniční budovou se nachází veřejné parkoviště pro automobily i jízdní kola a nedaleko nádraží se nachází zastávka linkových autobusů.

## Přístupnost
Přístup do budovy stanice je bezbariérový. Bezbariérový přístup je na všechna nástupiště. Stanice je vybavena pro zrakově postižené (akustické majáčky, štítek na zábradlí, vodící linie).

## Tragická smrt Jana Pernera
Dne 9. září 1845, několik týdnů po slavnostním uvedení do provozu Olomoucko-pražské dráhy se při průjezdu vlaku touto stanicí smrtelně zranil inženýr a stavitel železnic Jan Perner, vracející se z cesty na Moravy. Sestoupil za jízdy vlaku na stupínek vagonu a při nárazu do návěstního sloupku (označníku) se těžce zranil. Přesto vlakem pokračoval až do Pardubic, kde následujícího dne na následky zranění zemřel. Na staniční budově z ulice je umístěna pamětní deska připomínající tuto událost.

## Galerie

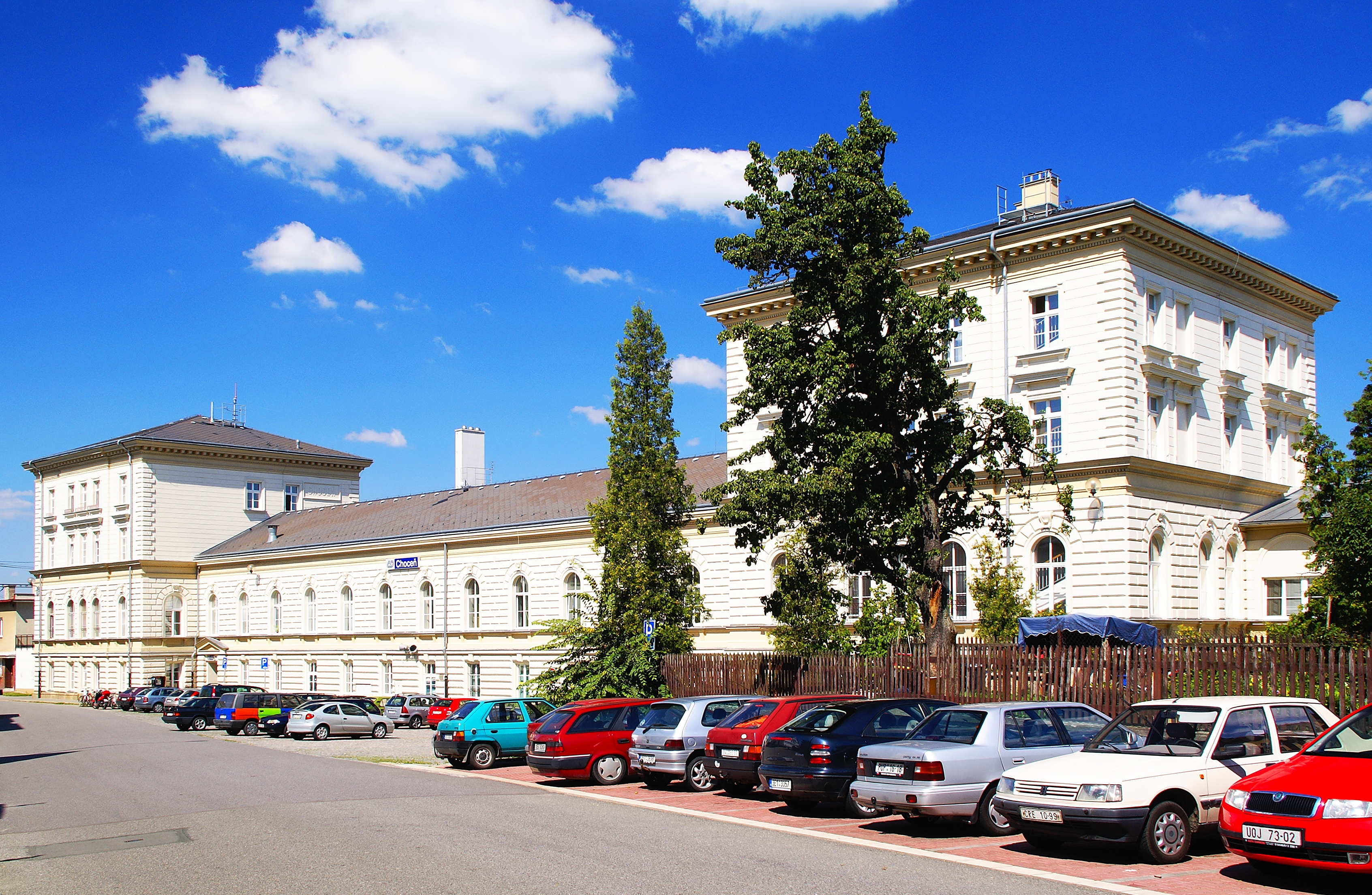
Nádražní budova z Pernerovy ulice
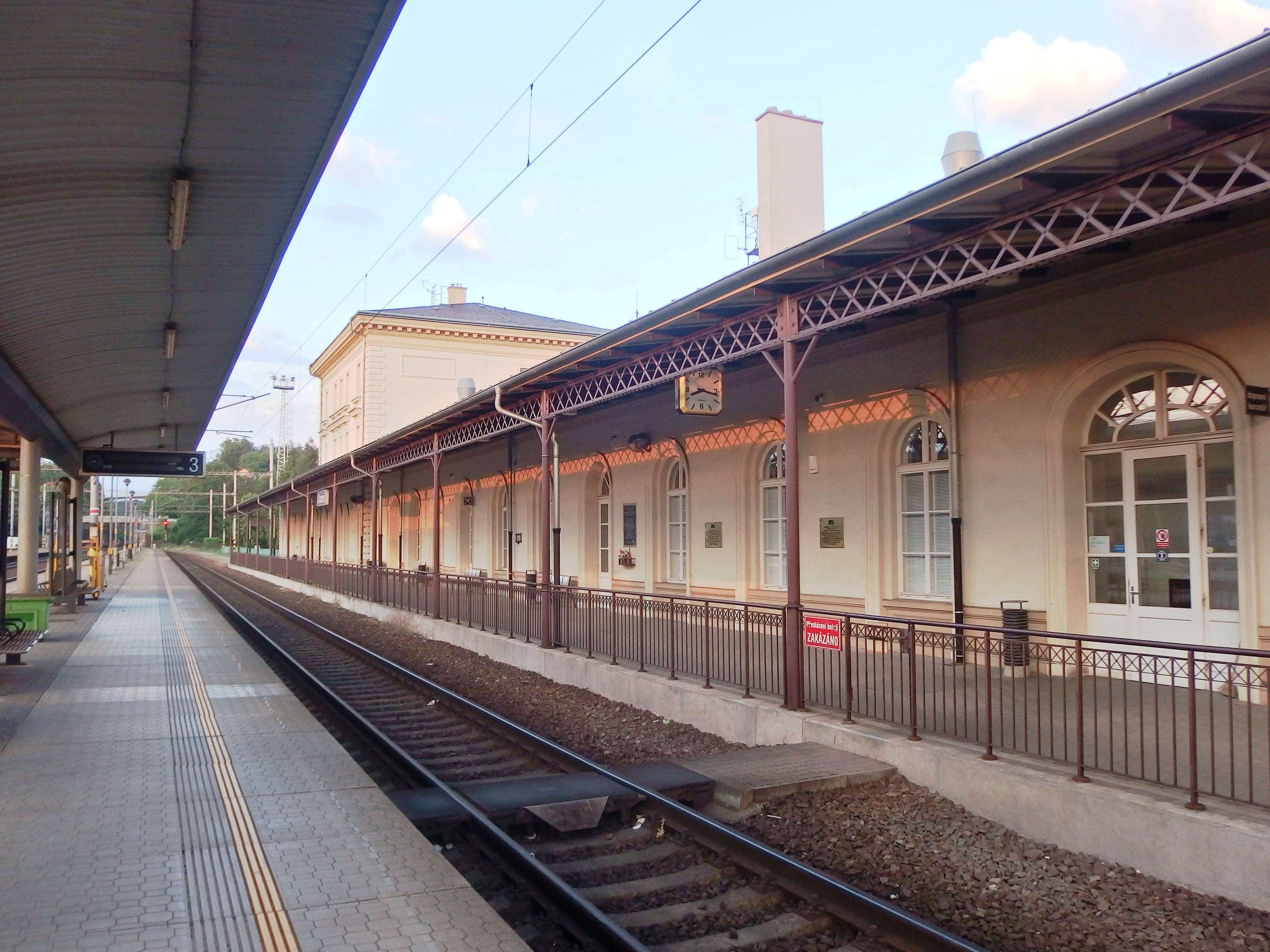
Nádražní budova z nástupišť
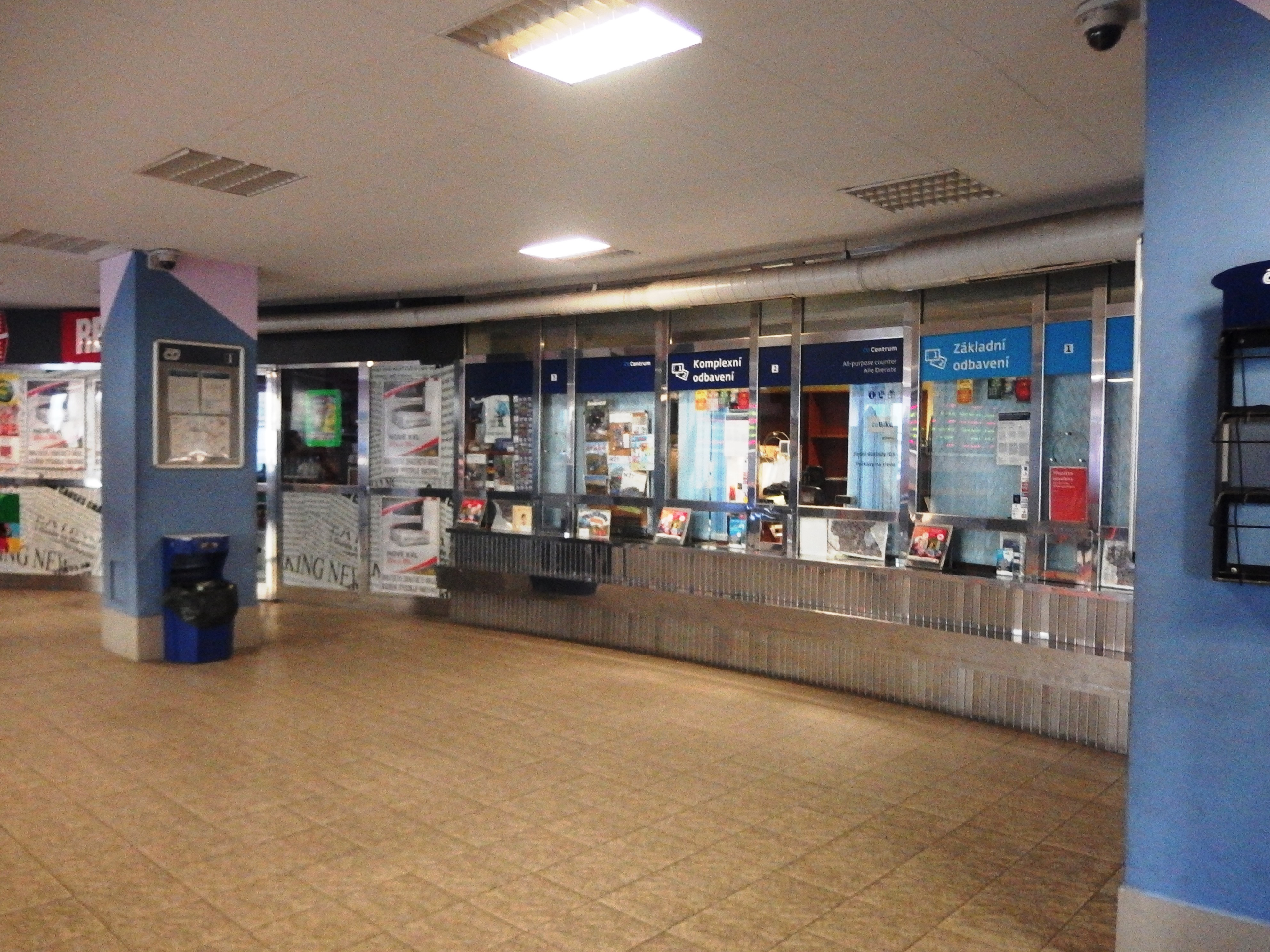
Přepážky ČD
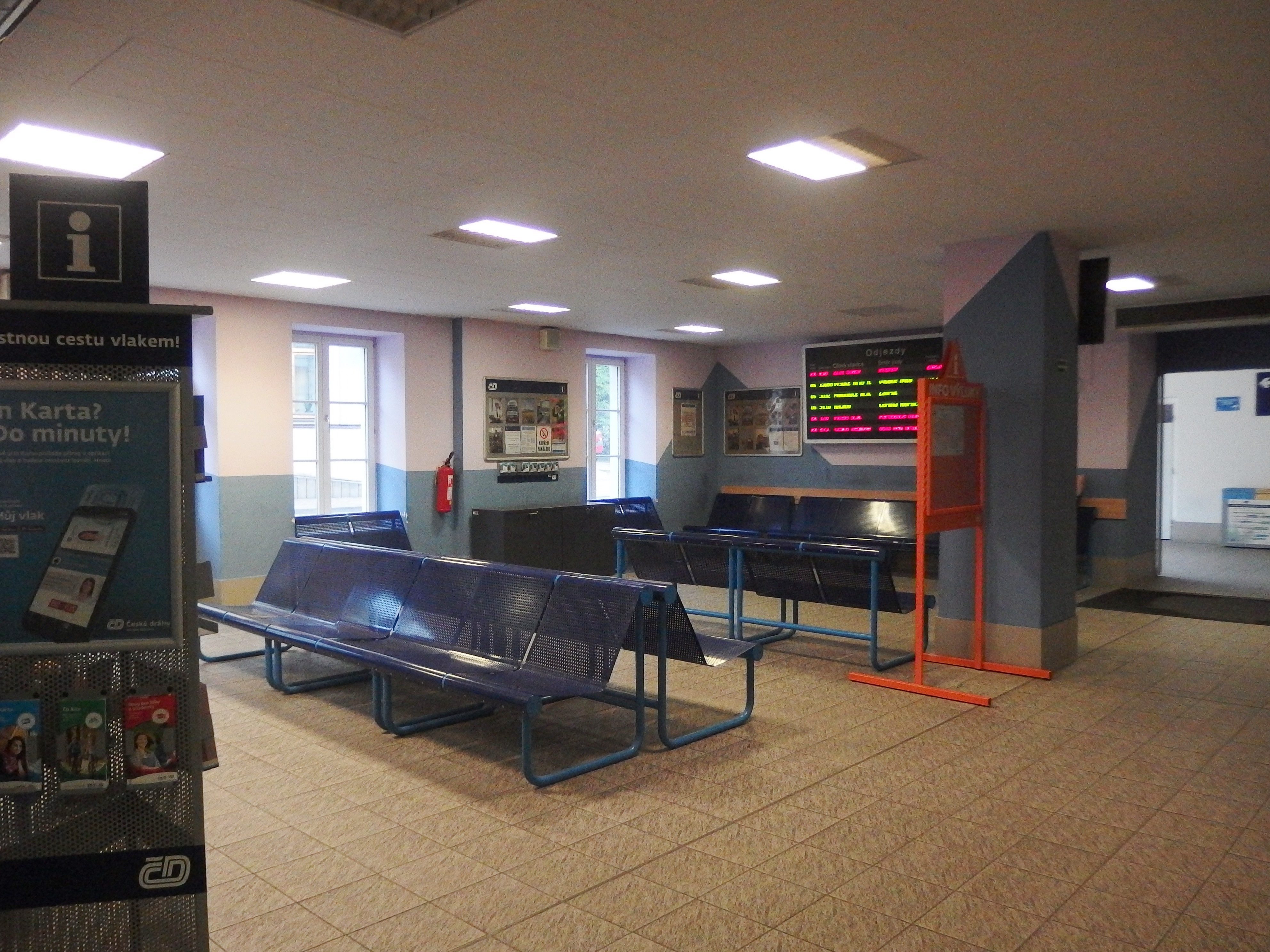
Čekárna pro cestující
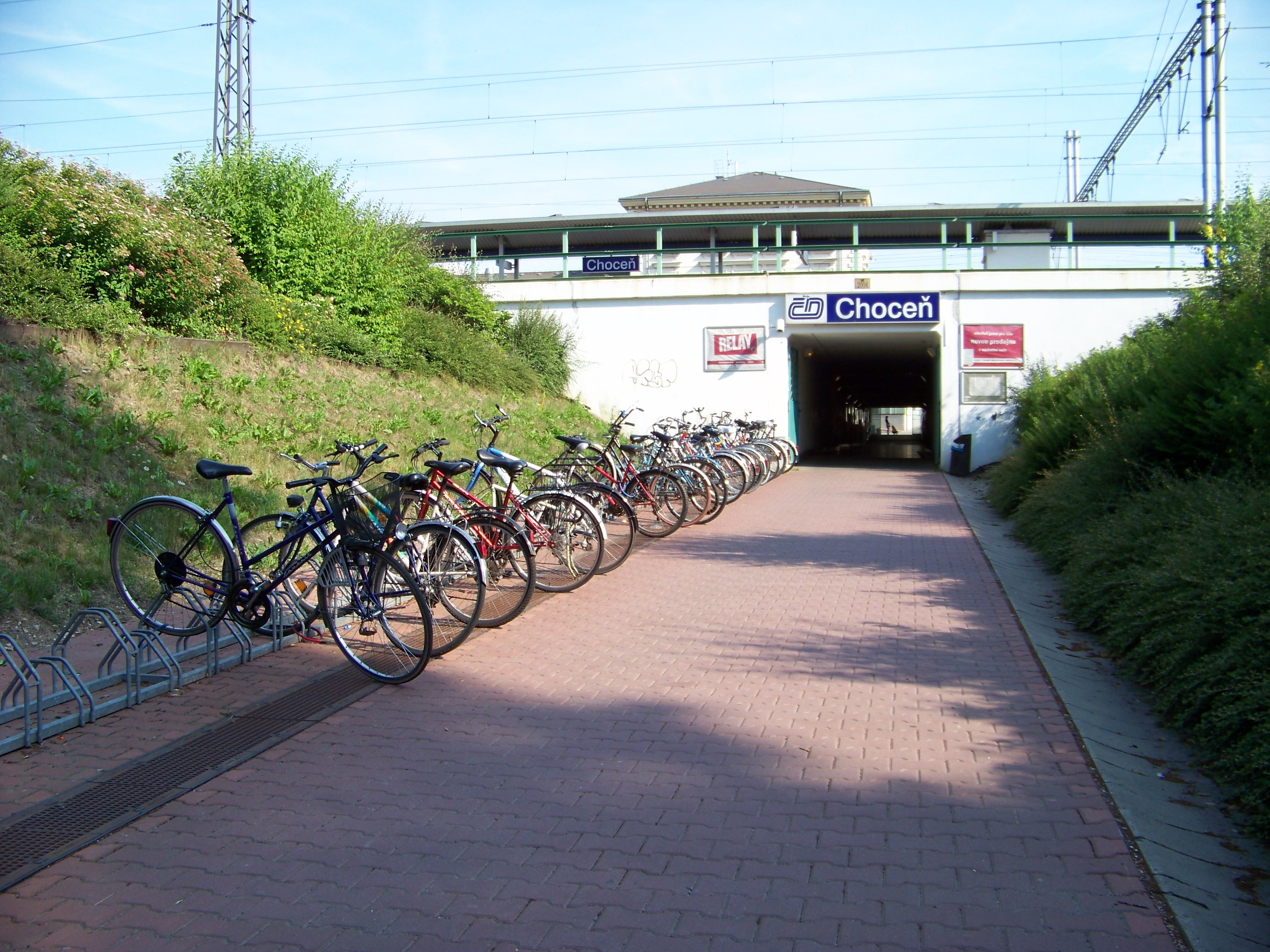
Přístup k nádraží parkem od centra města